# André Roberson
André Lee Roberson (San Antonio, 4 dicembre 1991) è un cestista statunitense.

## Caratteristiche tecniche
Nonostante non sia dotato di un affidabile tiro dalla lunga distanza e le sue prestazioni offensive siano decisamente sotto la media (è stato vittima dell'Hack-a-Shaq da parte delle difese avversarie per via delle sue pessime medie ai tiri liberi), è considerato uno dei migliori difensori perimetrali della lega, grazie ad una notevole apertura delle braccia e ad una più che discreta velocità di piedi, che gli permettono di difendere su ali e guardie.

## Carriera

### NCAA
Roberson trascorre tre stagioni con i Colorado Buffaloes, con cui chiude il suo ultimo anno con quasi 11 punti ed oltre 11 rimbalzi di media a partita.

### NBA
Il 27 giugno 2013 è stato chiamato nel Draft NBA dai Minnesota Timberwolves con la 26ª scelta assoluta, viene prima ceduto ai Golden State Warriors e successivamente viene scambiato con i Thunder in cambio dei diritti su Archie Goodwin. Gioca la sua prima partita da titolare in NBA l'11 dicembre 2013, in una vittoria casalinga per 116-100 contro i Memphis Grizzlies, nella quale realizza 7 punti e cattura 4 rimbalzi in 19 minuti di impiego.
Il 23 ottobre 2015, i Thunder estendono il contratto di Roberson fino alla stagione 2016–17. Nella stagione 2015–16 è la guardia titolare, il 23 dicembre realizza il suo career-high di 15 punti nella vittoria di 120-85 contro i Los Angeles Lakers. In questa stagione salta 10 gare per infortunio.

## Statistiche
| * | Primo nella lega |

### NCAA
| Anno      | Squadra            | PG  | PT | MP   | TC%  | 3P%  | TL%  | RP   | AP  | PRP | SP  | PP   |
| --------- | ------------------ | --- | -- | ---- | ---- | ---- | ---- | ---- | --- | --- | --- | ---- |
| 2010-2011 | Colorado Buffaloes | 38  | 0  | 22,3 | 58,0 | 34,3 | 55,3 | 7,8  | 0,9 | 1,3 | 1,1 | 6,7  |
| 2011-2012 | Colorado Buffaloes | 36  | 35 | 30,2 | 51,0 | 38,0 | 61,4 | 11,1 | 1,2 | 1,3 | 1,9 | 11,6 |
| 2012-2013 | Colorado Buffaloes | 31  | 30 | 33,4 | 48,0 | 32,8 | 55,1 | 11,2 | 1,4 | 2,2 | 1,3 | 10,9 |
| Carriera  | Carriera           | 105 | 65 | 28,3 | 51,6 | 35,0 | 58,2 | 9,9  | 1,1 | 1,6 | 1,4 | 9,6  |

#### Massimi in carriera
- Massimo di punti: 24 vs Stanford (27 febbraio 2013)[8]
- Massimo di rimbalzi: 20 (2 volte)
- Massimo di assist: 5 vs Texas-Austin (26 febbraio 2011)
- Massimo di palle rubate: 5 vs Oregon State (10 febbraio 2013)
- Massimo di stoppate: 7 vs Oregon (4 febbraio 2012)
- Massimo di minuti giocati: 43 vs Arizona State (16 febbraio 2013)

### NBA

#### Regular season
| Anno      | Squadra          | PG  | PT  | MP   | TC%  | 3P%  | TL%  | RP  | AP  | PRP | SP  | PP  |
| --------- | ---------------- | --- | --- | ---- | ---- | ---- | ---- | --- | --- | --- | --- | --- |
| 2013-2014 | Oklahoma Thunder | 40  | 16  | 10,0 | 48,5 | 15,4 | 70,0 | 2,4 | 0,4 | 0,5 | 0,3 | 1,9 |
| 2014-2015 | Oklahoma Thunder | 67  | 65  | 19,2 | 45,8 | 24,7 | 47,9 | 3,8 | 1,0 | 0,8 | 0,4 | 3,4 |
| 2015-2016 | Oklahoma Thunder | 70  | 70  | 22,2 | 49,6 | 31,1 | 61,1 | 3,6 | 0,7 | 0,8 | 0,6 | 4,8 |
| 2016-2017 | Oklahoma Thunder | 79  | 79  | 30,1 | 46,4 | 24,5 | 42,3 | 5,1 | 1,0 | 1,2 | 1,0 | 6,6 |
| 2017-2018 | Oklahoma Thunder | 39  | 39  | 26,6 | 53,7 | 22,2 | 31,6 | 4,7 | 1,2 | 1,2 | 0,9 | 5,0 |
| 2019-2020 | Oklahoma Thunder | 7   | 0   | 12,4 | 27,6 | 21,4 | 50,0 | 3,9 | 0,6 | 0,1 | 0,4 | 2,9 |
| 2020-2021 | Brooklyn Nets    | 5   | 0   | 12,6 | 14,3 | 12,5 | 50,0 | 3,0 | 0,8 | 0,6 | 0,2 | 1,2 |
| Carriera  | Carriera         | 307 | 269 | 22,2 | 47,3 | 25,3 | 46,8 | 4,0 | 0,9 | 0,9 | 0,6 | 4,5 |

#### Play-off
| Anno     | Squadra          | PG | PT | MP   | TC%  | 3P%  | TL%  | RP  | AP  | PRP  | SP   | PP   |
| -------- | ---------------- | -- | -- | ---- | ---- | ---- | ---- | --- | --- | ---- | ---- | ---- |
| 2014     | Oklahoma Thunder | 2  | 0  | 4,5  | 0,0  | -    | -    | 1,0 | 0,0 | 0,0  | 0,0  | 0,0  |
| 2016     | Oklahoma Thunder | 18 | 18 | 26,2 | 46,5 | 32,4 | 40,0 | 5,6 | 0,8 | 1,3  | 1,1  | 5,6  |
| 2017     | Oklahoma Thunder | 5  | 5  | 37,0 | 52,2 | 41,2 | 14,3 | 6,2 | 1,8 | 2,4* | 3,4* | 11,6 |
| 2020     | Oklahoma Thunder | 1  | 0  | 3,0  | 0,0  | 0,0  | -    | 0,0 | 0,0 | 0,0  | 0,0  | 0,0  |
| Carriera | Carriera         | 26 | 23 | 25,7 | 47,1 | 34,5 | 26,8 | 5,2 | 0,9 | 1,3  | 1,4  | 6,1  |

#### Massimi in carriera
- Massimo di punti: 19 vs Los Angeles Lakers (24 febbraio 2017)[9]
- Massimo di rimbalzi: 12 (4 volte)
- Massimo di assist: 5 (3 volte)
- Massimo di palle rubate: 5 (3 volte)
- Massimo di stoppate: 5 vs Houston Rockets (23 aprile 2017)
- Massimo di minuti giocati: 42 vs Detroit Pistons (24 novembre 2017)

## Palmarès
- Squadre All-Defensive:

Second Team: 2017